# 自由足球會
自由足球會（西班牙語：Libertad Fútbol Club），一般稱「自由FC」，是一家來自厄瓜多爾洛哈市的職業足球俱樂部。成立於2017年5月17日，前身為平達爾獨立隊，參加厄瓜多爾甲組足球聯賽。隊名Libertad源自西班牙語中的「自由」。

## 歷史
球隊的起源包括在洛哈省平達爾州的基礎上，在那裡參加當地和州際錦標賽，該球隊一直處於閒置狀態，直到2018賽季才重返洛哈二級聯賽：平達爾獨立隊，厄瓜多爾職業足球金字塔第三位，回歸時俱樂部的顏色為白色和酒紅色。那一年，它參加了2018年洛哈二級省級足球錦標賽，它在12場比賽中以9分排名第六，未能從省級階段晉級，這場比賽標誌著聯賽的回歸俱樂部職業賽於2018年6月6日進行，在平達爾市政體育場他們面對洛哈聯邦，結果是1-3輸給洛哈隊。一週後，洛哈體育會在雷納德爾西內聯邦體育場 取得了首場勝利，平達萊尼奧以3-1獲勝。
2019年，他們的表現顯著提高，在省級錦標賽結束時獲得第二名，並歷史性地晉級全國二級錦標賽的分區階段，與Loja Federal一起爭奪冠軍。一切都在比賽的最後一天決定，兩支球隊在雷納德爾西斯內體育場交鋒，最終比分3-1聯邦隊獲勝，在排名中多一球領先總進球數為32比31的洛哈隊獲得冠軍。在分區階段，他們與帕爾馬、昆卡紅星隊和歷史悠久的瓜亞基爾九號隊等球隊分在一個小組，球隊在2019年底升級到乙級聯賽。夢就停留在那個階段。
在2020年賽季之前，球隊更名為自由足球會，在洛哈贏得了錦標賽冠軍，但在乙級聯賽中仍然早早被淘汰。2021年在洛哈連續第二次奪冠后，自由足球會以冠軍身份晉級厄乙。
自由足球會於2022首次參加二級聯賽，他們立即贏得了升級到厄甲聯賽的機會，最終獲得第三名，但受益於獨立青年隊沒有晉級資格。